# 雲安監
云安监，唐朝时设置的盐监。
唐顺宗时置云安监，属夔州，为盐监。治所在今云阳县东北云安镇。前蜀永平二年（912年），以夔州之云安监置安州，仅领云安县（今重慶市雲陽縣北）。属鎮江軍節度使。唐莊宗同光三年（925年），後唐滅前蜀，廢安州為雲安監。唐明宗天成二年（927年），雲安監废為雲安县，属夔州。长兴二年（931年）三月，李仁罕攻陷万州、云安监。北宋云安监属云安军。宋朝云安监九井，岁产盐二十万二千二百二十斤。元朝時废入云阳州。